# Roberta Invernizzi

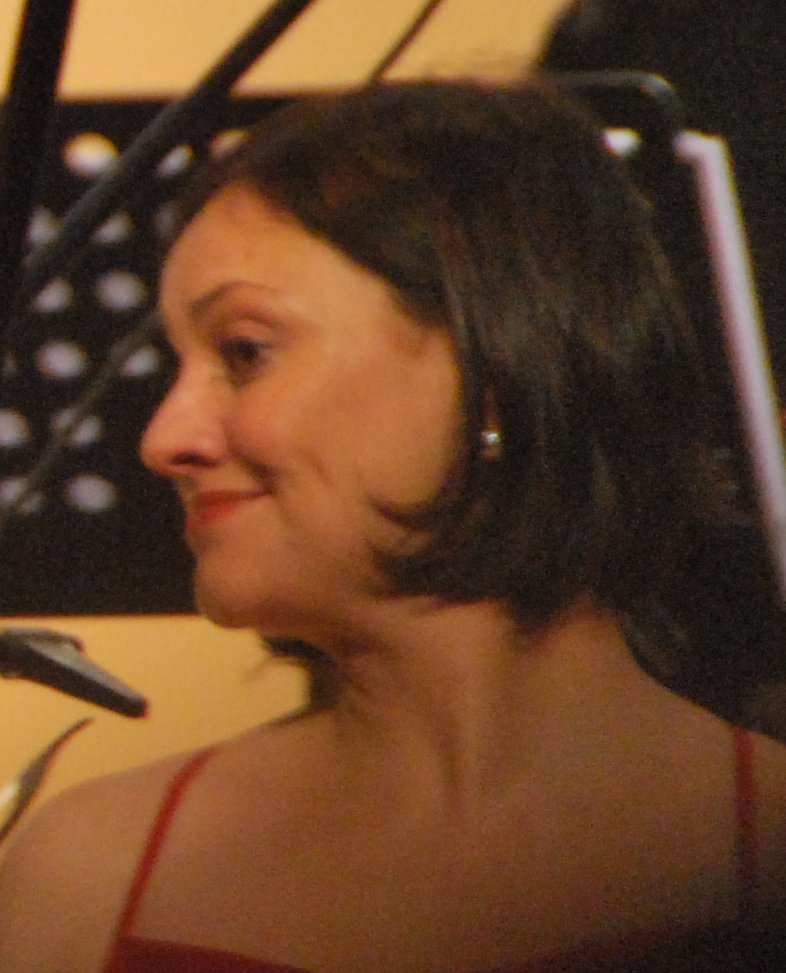
Opera Rara, Krakau 2009

Roberta Invernizzi (geboren am 16. November 1966 in Mailand) ist eine italienische Konzert- und Opernsängerin der Stimmlage Sopran, die sich auf das Repertoire der Barockmusik und Mozart spezialisiert hat und auf bedeutenden Festivals auftritt.

## Leben und Werk
Invernizzi studierte bereits als Jugendliche Klavier und Kontrabass, bevor sie sich für ein Gesangsstudium bei Margaret Heyward entschied, später auch bei Emma Kirkby in England. Schon früh spezialisierte sie sich auf Musik von der Renaissance bis zum 18. Jahrhundert, mit einer speziellen Vorliebe für Barockmusik. Im Lauf der Jahre hat sich die Sängerin ein breites Repertoire erarbeitet, welches sich speziell auf die Komponisten Bach, Händel und Purcell, Monteverdi, Vivaldi, Scarlatti und Piccinni konzentriert.

### Als Konzertsängerin
Auf Grund ihrer Spezialisierung war von Anfang ihrer Karriere klar, dass das Konzertpodium ihre Hauptwirkungsstätte werden würde, da die Opern der genannten Komponisten nur selten szenisch aufgeführt werden. Schnell etablierte die Künstlerin exzellente Arbeitsbeziehungen mit bedeutenden Vertretern der Originalklangbewegung, wie Jordi Savall, Andrew Parrott, Gustav Leonhardt und seinem Leonhardt-Consort, dem Concentus Musicus Wien unter Nikolaus Harnoncourt, Il complesso barocco unter Alan Curtis, Il Giardino Armonico unter Giovanni Antonini, Il Concerto Italiano unter Rinaldo Alessandrini, La Cappella de la Pietà dei Turchini unter Antonio Florio, Europa Galante unter Fabio Biondi, La Risonanza unter Fabio Bonizzoni, dem Venice Baroque Orchestra unter Andrea Marcon, dem Ensemble Matheus unter Jean-Christophe Spinosi, dem Orchester des 18. Jahrhunderts unter Frans Brüggen, sowie dem Amsterdam Baroque Orchestra unter Ton Koopman.
Schon in den frühen 1990er Jahren war Invernizzi eine gefragte Sängerin in ihrem Spezialgebiet in ganz Italien und ihre ersten Aufnahmen, darunter 1994 die Eurinda in der vergessenen Oper Il moro per amore von Alessandro Stradella, wurden von der Kritik hoch gelobt. Es folgten Auftritte in Salzburg (siehe unten), in Paris (in Piccinnis Didone abbandonata), in New York (1999 beim Eröffnungskonzert des New York Collegium mit Gustav Leonhardt), in Berlin, Prag, London, Los Angeles und zahlreichen weiteren Städten.

### Auftritte in Österreich
Invernizzis Bezug zu Österreich und seiner Musiklandschaft ist besonders eng. Eine langjährige konzertante Zusammenarbeit verbindet die Sängerin mit den Salzburger Festspielen, bei denen sie erstmals 2003 als Aci in Händels Aci, Galatea e Polifemo zu hören war, es spielte Il Giardino Armonico unter Leitung von Giovanni Antonini. 2004 folgte Il Piacere in Händels Il trionfo del tempo e del disinganno und der Wiener Akademie unter Martin Haselböck, 2007 ein Kammerkonzert mit L’Europa Galante unter Fabio Biondi und 2011 Un’accademia Napoletana, wiederum mit Il Giardino Armonico unter Antonini, und das Sopransolo in Mozarts C-Moll-Messe in der Stiftskirche St. Peter. 2012 gastierte sie erstmals bei der Ouverture spirituelle (mit dem Orchestra Mozart Bologna unter Claudio Abbado), 2013 erstmals bei den Pfingstfestspielen (in Niccolò Jommellis Isacco figura del redentore mit den Barocchisti unter Diego Fasolis) und bei der Ouvertüre spirituelle erneut mit dem Solo in der C-Moll-Messe.
Mit Il complesso barocco und deren Gründer und Leiter Alan Curtis gastierte die Sängerin mehrfach konzertant im Theater an der Wien: 2009 als Elisa in Scarlattis Tolomeo e Alessandro, 2010 und 2012 als Elisa und Nerea in den Händel-Opern Tolomeo und Deidamia, sowie 2012 – mit der Accademia Bizantina unter Ottavio Dantone – als Lucio in Tito Manlio von Vivaldi.
2011 sang Invernizzi – bei den Festwochen der Alten Musik – in der Stiftskirche Wilten das Konzert „Händel in Rom“, es spielten und sangen Chor und Orchester der Academia Monte Realis unter Leitung von Alessandro De Marchi. 2012 war sie zum 20-jährigen Jubiläum des Festivals Resonanzen im Wiener Konzerthaus mit dem Rezital Roberta Invernizzi and friends zu Gast. Nikolaus Harnoncourt verpflichtete sie Ende desselben Jahres für die Aufführung von Händels Alexander’s Feast, welches er in der deutschsprachigen Mozartfassung anlässlich des 200-Jahr-Jubiläums des Wiener Musikvereins dort zur Aufführung brachte. Dieses Konzert ist auch als CD unter dem Titel Timotheus oder Die Gewalt der Musik erschienen. Im Musikverein war sie auch als Maria Magdalena in Händels La Resurrezione (wiederum unter Harnoncourt), sowie in Mozarts C-Moll-Messe und im Davide Penitente zu hören. Auch wurde sie von den Festivals Styriarte in der Steiermark und Trigonale in Kärnten eingeladen.

### An der Scala und weiteren Opernbühnen
In der Spielzeit 2005–2006 übernahm Invernizzi die Armida in Händels Rinaldo im Teatro alla Scala ihrer Heimatstadt Mailand. Es inszenierte Pier Luigi Pizzi. Ihre Leistung wurde als „operatic triumph“ beschrieben. Im September 2009 debütierte die Sängerin an der Scala als Euridice in Monteverdis L’Orfeo und wurde vom Fachportal theoperacritic.com als „Luxusbesetzung“ charakterisiert. Es inszenierte Robert Wilson, es dirigierte Rinaldo Alessandrini.
Konzertant sang sie 2009 den Nerone in Händels Agrippina am Teatro Real von Madrid, weiters die Titelrolle in Albinonis La Statira am Teatro San Carlo von Neapel, die Ottavia in Monteverdis L’incoronazione di Poppea, sowie am La Fenice in Galuppis L’olimpiade, Vivaldis Ercole su’l Termodonte und in Cavallis Virtù degli Strali d’Amore. Im Februar 2013 übernahm sie die Dido in Purcells Dido and Aeneas am Teatro Ristori von Verona.
Invernizzi unterrichtet seit 1997 Gesang am Centro di Musica Antica in Neapel und hält Meisterklassen an der Civica Schola in Mailand.

## Diskographie (Auswahl)

### Opern-Gesamtaufnahmen
- 1995: Marco da Gagliano: La Dafne, mit dem Studio Di Musica Antica Antonio Il Verso, Ensemble Elyma / Gabriel Garrido  (K617)
- 1996: Claudio Monteverdi: L’Orfeo (als Proserpina und Ninfa), mit Victor Torres, Gloria Banditelli, Adriana Fernandez u. a., Ensemble Elyma / Gabriel Garrido (K617)
- 1999: Georg Friedrich Händel: Rodrigo (als Evanco), mit Il complesso barocco / Alan Curtis (Virgin Veritas)
- 1999: Leonardo Vinci: Li zite ’ngalera (als Ciomma), mit der Cappella de’ Turchini / Antonio Florio (Naïve)
- 2002: Antonio Vivaldi: L’olimpiade (als Megacle), mit Concerto Italiano / Rinaldo Alessandrini (Naïve)
- 2003: Francesco Cavalli (+ Francesco Provenzale): Statira (Titelrolle), mit der Cappella de’ Turchini / Antonio Florio (Naïve)
- 2006: Antonio Vivaldi: Motezuma, mit Vito Priante, Romina Basso, Maite Beaumont u. a., Il complesso barocco / Alan Curtis (Archiv Produktion)
- 2007: Georg Friedrich Händel: Floridante (als Timante), mit Joyce DiDonato, Vito Priante u. a., Il complesso barocco / Alan Curtis (Archiv Produktion)
- 2008: Baldassare Galuppi: L’olimpiade, mit Ruth Rosique, Romina Basso u. a., Venice Baroque Orchestra / Andrea Marcon (Dynamic; DVD !)
- 2010: Claudio Monteverdi: L’Orfeo, mit Rinaldo Alessandrini/Teatro alla Scala (Musicom; DVD !)
- 2010: Antonio Vivaldi: Ottone in villa (als Tullia), mit Sonia Prina, Julia Lezhneva, Veronica Cangemi u. a., Il Giardino Armonico / Giovanni Antonini (Naïve)
- 2017: Georg Friedrich Händel: Silla (als Flavia), mit Sonia Prina, Vivica Genaux u. a., Europa Galante / Fabio Biondi (Glossa)

### Andere weltliche Musik
- 1994: Sigismondo d’India: „Silvio e Dorinda“ and The Monody Settings of Poems of Petrarch (Symphonia)
- 1995: Carlo Gesualdo: Libro Sesto delli Madrigali, 1613, mit Il complesso barocco / Alan Curtis (Symphonia)
- 1995: Alessandro Stradella: Esule Dalle Sfere, mit dem Alessandro Stradella Consort/Estevan Velardi (Bongiovanni)
- 1997: Antonio Lotti: „La vita caduca“ - Madrigals, mit Il complesso barocco / Alan Curtis (Virgin Veritas)
- 1998: „Non è tempo di aspettare“  (Frottole von Marchetto Cara & Bartolomeo Tromboncino + Instrumentalstücke), mit der Accademia Strumentale Italiana (Stradivarius)
- 2001: Leonardo Vinci: Napoli / Madrid - Cantate e Intermezzi
- 2001: Donne Barocche (Musik von Antonia Bembo, Barbara Strozzi, Rosa Giacinta Badalla, Isabella Leonarda, Bianca Maria Meda, Élisabeth Jacquet de La Guerre), mit Le Bizzarrie Armoniche (Naïve)
- 2002: John Dowland: Come Away, Come Sweet Love
- 2003:  Luigi Boccherini: Stabat Mater, String Quintet Op 42,1 & 42,2, mit L’Archibudelli (Sony Classical)
- 2003: Giulio Caccini: Dolcissimo sospiro - Arie & Madrigale (+ Instrumentalstücke von O. und F. M. Bassani, C. Merulo, L. Luzzaschi u. a.), mit der Accademia Strumentale Italiana / Alberto Rasi (Divox)
- 2004: Tre Donne in Musica (Musik von Élisabeth Jacquet de La Guerre, Antonia Bembo und Barbara Strozzi), mit Le Bizzarrie Armoniche/Elena Russo (Amadeus)
- 2004: Johann Sebastian Bach: Cantaten BWV 110 & 205 und Ouverturen für Orchester BWV 1066-1069, mit dem Coro della RTSI und I Barrocchi/Diego Fasolis
- 2005:  Georg Friedrich Händel: Lucrezia (Cantate e Sonate Da Camera) (Stradivarius)
- 2006:  Georg Friedrich Händel: Le Cantate Per Il Cardinal Pamphili, mit La Risonanza und Fabio Bonizzoni (Glossa)
- 2007: L’Olimpiade - Highlights  von Vivaldi (Naïve)
- 2007: 200 Years of Music at Versailles: A Journey to the Heart of French Baroque (20xCD-Box, Musique du Baroque Français)
- 2007:  Georg Friedrich Händel: Cantate Italiane von Georg Friedrich Händel (Amadeus)
- 2007:  Georg Friedrich Händel: Le Cantate per il Marchese Ruspoli  (Glossa)
- 2008:  Georg Friedrich Händel: Clori, Tirsi e Fileno (Glossa)
- 2008:  Georg Friedrich Händel: Il Trionfo del Tempo e del Disinganno, mit der Accademia Montis Regalis/Alessandro de Marchi (Hyperion)
- 2008: La Folie Vivaldi (Kompilation, Naïve)
- 2009:  Georg Friedrich Händel: Olinto Pastore - Le Cantate per il Marchese Ruspoli Vol. 4 (Glossa)
- 2010:  Georg Friedrich Händel: Apollo e Dafne (Glossa)
- 2010: Conducting Mahler – Hear Gramophone's Featured Maestros Performing Excerpts from All 10 Symphonies and Das Lied von der Erde (Kompilation, Gramophone)
- 2011: Handel in Italy (2CD-Kompilation, Glossa Music)
- 2012: Vivaldi: Opera Arias, La Risonanza / Fabio Bonizzoni(Kompilation, Glossa)
- 2013: I Viaggi di Faustina: Faustina Bordoni’s Journeys To Naples,  mit der Cappella de’ Turchini/Antonio Florio (Glossa)
- 2013:  Georg Friedrich Händel: Timotheus oder Die Gewalt der Musik, mit dem Concentus Musicus Wien / Nikolaus Harnoncourt (Sony Classical)
- 2014: La bella più bella (Solo-Madrigale und Arien des Frühbarock von Giulio Caccini, Claudio Monteverdi, Sigismondo d’India, Luigi Rossi, Giacomo Carissimi, Barbara Strozzi, Giulio Romano, Benedetto Ferrari, + Lautenmusik von Kapsberger, Piccinnini und Castaldi),  mit Craig Martinelli - Laute (Glossa)
- 2014: Davide Perez: Mattutino de’ Morti, mit dem Ghislieri Choir & Consort (Deutsche Harmonia Mundi)
- 2015: Georg Friedrich Händel: Duetti e Terzetti Italiani (Glossa)
- 2015: Arias for Domenico Gizzi - A star castrato in Baroque Rome (Musik von Alessandro Scarlatti, Domenico Sarro, Giovanni Bononcini, Nicola Porpora, Francesco Feo, Leonardo Vinci, Giovanni Battista Costanzi), mit I Turchini / Antonio Florio (Glossa)
- 2016: L’arpa Barberini. Music for Harp and Soprano in Early Baroque Rome (Musik von Girolamo Frescobaldi, Luigi Rossi, Orazio Michi dell’Arpa u. a.), mit Margreth Köll - Barockharfe (Accent)
- Georg Friedrich Händel: Queens - Opera Arias, Accademia Hermans / Fabio Ciofini (Glossa)
- 2018: The Gasparini Album: Opera Arias, mit Auser Musici / Carlo Ipata (Glossa)
- 2019: Napoli, mit Marco Mencoboni & Cantar Lontano (E Lucevan Le Stelle Records)

### Geistliche Musik
- 1994: Bonaventura Rubino: Vêpres du Stellario de Palerme (K617)
- 1995: Antonio Vivaldi: Gloria - Magnificat - Dixit, mit Carlos Gubert/Angelo Ephrikian (Rivoalto/Diakronia Musica)
- 1995:  Pietro Pace: O Dulcissima Maria, mit Sacro & Profano, Marco Mencoboni (E Lucevan Le Stelle Records)
- 1995: Henry Purcell: Ode on St. Cecilia’s Day - Jehova, Quam multi sunt hostes mei - Beati omnes qui timent Dominum - Music for the Funeral of Queen Mary, mit dem Coro Della Radio Svizzera und Ensemble „Vanitas“ / Diego Fasolis (Amadeus)
- 1996: Giovanni Legrenzi: La morte del cor penitente (Oratorio) (divox)
- 1996: Cristoforo Caresana: Per la Nascita del Verbo, mit der Cappella de’ Turchini / Antonio Florio (Opus 111)
- 1997: Francesco Provenzale: La colomba ferita, mit Gloria Banditelli u. a., Cappella de’ Turchini / Antonio Florio (Opus 111)
- 1997: Henry Purcell: Ode for St. Cecilia’s Day, mit Diego Fasolis (Arts)
- 1997: Johann Sebastian Bach: Magnificat BWV 243, Cantata BWV 21, Motet BWV 225, mit Antonella Balducci, Ulrike Klausen, Fulvio Bettini, Coro della Radio Svizzera, Ensemble Vanitas / Diego Fasolis (Arts)
- 1997: Dieterich Buxtehude: Membra Jesu Nostri, mit Sonatori de la Gioiosa Marca/Accademia Strumentale Italiana/Diego Fasolis (Naxos)
- 1998: Giacomo Carissimi: Jonas - Dives Malus - Beatus Vir, mit dem Coro Della Radio Svizzera, Sonatori Della Gioiosa Marca / Diego Fasolis
- 1998: Francesco Provenzale: Vespro all’Oratorio dei Girolamini - Vespers at the Oratorio dei Girolamini, mit der Cappella de’ Turchini / Antonio Florio (Opus 111)
- 1998: Francesco Provenzale: Mottetti, mit der Cappella de’Turchini / Antonio Florio (Opus 111)
- 1999: Compositori Napoletani, mit der Cappella de’Turchini / Antonio Florio (Opus 111)
- 1999: Georg Friedrich Händel: Dixit Dominus & Antonio Vivaldi: Gloria, mit dem Swiss Radio Chorus of Lugano, I Barocchisti / Diego Fasolis (BBC Music)
- 1999: Johann Sebastian Bach: Johannes Passion BWV 245, mit dem Ensemble Vanitas  (Arts)
- 1999: Georg Friedrich Händel: Dettingen Te Deum/Dixit Dominus, mit Lena Lootens, Elena Cecchi Fedi, Gloria Banditelli, Furio Zanasi u. a., Coro della Radio Svizzera, Ensemble Vanitas, Diego Fasolis (Arts, 1999)
- 2000: Giuseppe Cavallo: Il Giudizio Universale, mit Cappella de’ Turchini / Antonio Florio (Opus 111)
- 2003: Antonio Vivaldi: Vespri per l’Assunzione di Maria Vergine (Opus 111)
- 2004: Claudio Monteverdi: Vespro della Beata Vergine, Concerto Italiano/Rinaldo Alessandrini (Naïve)
- 2004:  Alessandro Scarlatti: La Santissima Trinità, mit Europa Galante / Fabio Biondi (Virgin Veritas)
- 2004: Giovanni Battista Pergolesi: Stabat Mater & und Nicola Porpora: Salve Regina, mit Sonia Prina, Accademia Bizantina / Ottavio Dantone (amadeus)
- 2006: Antonio Vivaldi: Dixit Dominus, Körnerscher Sing-Verein Dresden/Dresdner Instrumental-Concert, Peter Kopp (Archiv Produktion)
- 2007:  Franz Joseph Haydn: Il ritorno di Tobia, VokalEnsemble Köln, Capella Augustina/Andreas Spering (Naxos)
- 2007: Giovanni Paisiello: Passione di Gesù Cristo (cpo)
- 2008: Misteria Paschalia (Kompilation, Tygodnik Powszechny)
- 2010: Alessandro Scarlatti: La Santissima Trinità (Virgin Veritas)
- 2010: Alessandro Scarlatti: La Santissima Annunziata (Krakowskie Biuro Festiwalowe)
- 2010: Gian Francesco de Majo: Gesu sotto il peso della Croce (Krakowskie Biuro Festiwalowe)
- 2012: Georg Friedrich Händel: Carmelite Vespers 1709 (Deutsche Harmonia Mundi)

## Nachweise
1. ↑  James Oestrich: A New Group and Its Ambitions, New York Times, 19. Januar 1999

| Personendaten    | Personendaten            |
| ---------------- | ------------------------ |
| NAME             | Invernizzi, Roberta      |
| KURZBESCHREIBUNG | italienische Sopranistin |
| GEBURTSDATUM     | 16. November 1966        |
| GEBURTSORT       | Mailand                  |